# جون هيلتون (لاعب تنس الطاولة)
جون هيلتون (بالإنجليزية: John Hilton)‏ هو لاعب تنس الطاولة بريطاني، ولد في 25 يونيو 1947.